# Târâtu, Vrancea
Târâtu este un sat în comuna Poiana Cristei din județul Vrancea, Muntenia, România.